# Bulbophyllum kempfii
Bulbophyllum kempfii är en orkidéart som beskrevs av Rudolf Schlechter. Bulbophyllum kempfii ingår i släktet Bulbophyllum och familjen orkidéer. Inga underarter finns listade i Catalogue of Life.